# Andrea Bayardo
Andrea Bayardo (Guadalajara, Jalisco, 19 de octubre de 1993) en es una actriz y cantante mexicana conocida por su trabajo en teatro musical y estudió Teatro Musical en la escuela Calle 42. También obtuvo su grado en Relaciones Internacionales en ITESM y un Máster en Intervención Psicosocial y Comunitaria en UAM.
En su carrera en el teatro musical, Bayardo ha interpretado papeles principales en varios espectáculos, incluyendo Aida, West Side Story, Érase una Isla y El Rey León. En este último, interpretó a Nala durante cinco años y recientemente se despidió para asumir el papel de Malinche. Su trabajo en El Rey León la llevó a ser finalista en los premios Broadway World Spain en septiembre de 2022. Además de su carrera en el teatro musical, Bayardo también ha sido directora vocal y cantante solista del grupo de folclore mexicano Estampas de México, con el que ha realizado giras internacionales en países como Cuba, Polonia, Serbia y Bulgaria.
Bayardo también ha incursionado en la televisión, siendo parte del elenco de La voz México 2 y Veo cómo cantas, así como protagonista de la serie de Movistar Plus+ Celeste.